# Oenothera
Oenothera, comúnmente llamada onagra, es un género de aproximadamente 145 especies de hierbas anuales, bienales y perennes. Es el género tipo de la familia Onagraceae. También se le llama erróneamente prímula, por confusión con el inglés primrose.
Oenathera biennis o la onagra común, es nativa de Norteamérica y una planta de jardín muy popular, que se ha naturalizado  en ciertas partes de Europa y Asia. Sus flores amarillo pálido se abren durante la tarde, de ahí su denominación de  "onagra vespertina".
Fue asignada al género Onagra, que da su nombre a la familia Onagraceae. Onagra - "(comida de) onagro" -fue utilizada por primera vez en botánica en 1587 y en la publicación en inglés de Philip Miller Diccionario para jardineros, en su edición reducida de 1754. Su nombre científico, Oenothera -utilizado por primera vez por Linneo en su Systema naturae- tiene también un origen relacionado con el burro, con el significado de "atrapa asnos". En griego oeno significa "burro", mientras thera significa  "coger, atrapar, perseguir". Se cree que el nombre se refiere a que la planta que puede ser utilizada para atrapar burros y otros animales. En 1860, William Baird sugirió, sin embargo, que oeno podría ser interpretado como  "vino" en griego. Creía que se refería al hecho de que la raíz comestible de Oenothera biennis se utilizaba como un aditivo de sabor para el vino.

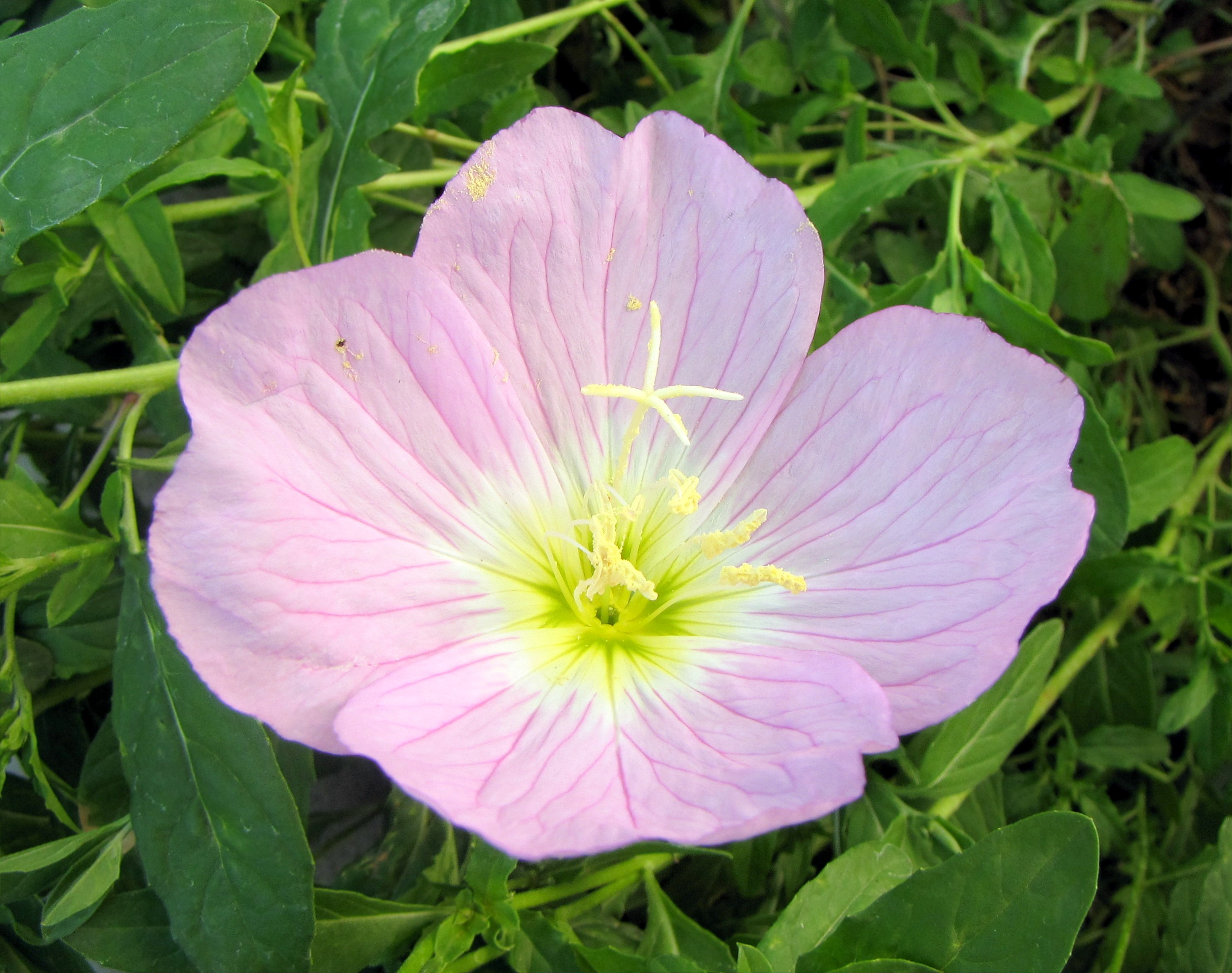
Oenothera speciosa

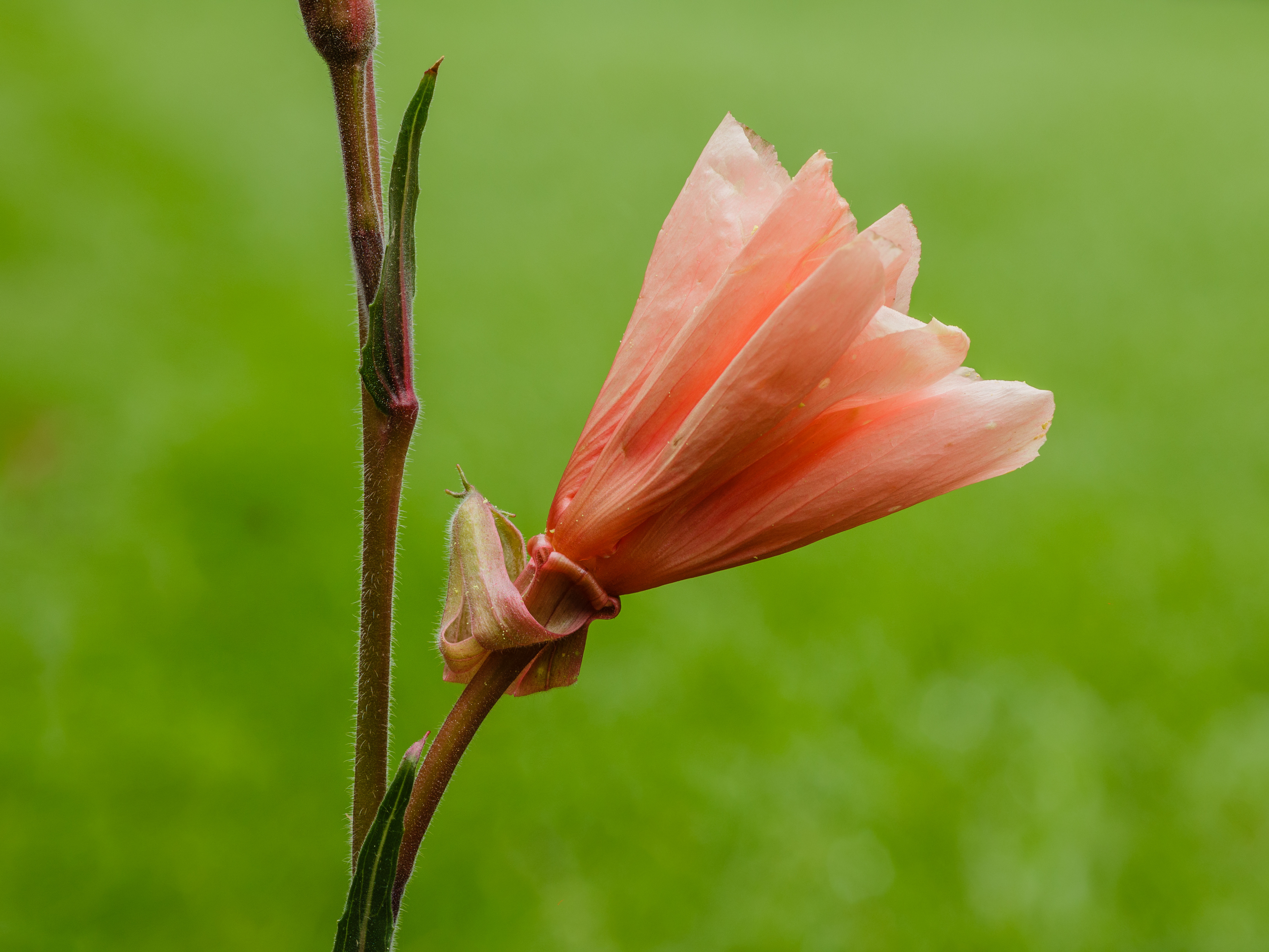
Oenothera stricta, Flor cerrada.

## Usos
La planta y sus semillas han sido usadas por los indígenas americanos durante siglos. Usaban la planta como infusión en agua caliente para curar heridas, problemas cutáneos e incluso el asma. La onagra solo aparece en Europa a partir del siglo XVIII.
Las semillas de la onagra común contienen  ácido gamma-linolénico (GLA), un ácido graso esencial raro.
El aceite de dichas semillas se utiliza para reducir los dolores del síndrome premenstrual.

### Aceite deOenothera biennis
De las semillas de la onagra, tras una primera presión en frío, se obtiene un escaso y valioso aceite extremadamente rico en ácidos grasos esenciales (AGE). Contienen principalmente ácido linoleico y ácido gamma-linolénico (AGL). Estos ácidos grasos se denominan esenciales porque el cuerpo humano no es capaz de producirlos por sí mismo, por lo que necesariamente deben ser incluidos cada día en la alimentación. De 3 a 6 g de aceite de onagra proporcionan aproximadamente 270–540 mg de AGL.
El aceite de esta planta se utiliza como analgésico durante la menstruación (eficacia en el tratamiento del síndrome premenstrual), trastornos circulatorios o trastornos de la piel.
Los efectos secundarios adversos reconocidos del aceite de onagra son mínimos; algunos de estos podrían ser dolor de cabeza o náuseas; se recomienda no consumir esta sustancia después de un procedimiento quirúrgico.

## Planta invasora
En España, la onagra, conocida también como hierba del asno, está considerada como flora exótica invasora. Coloniza frecuentemente márgenes de carreteras y áreas degradadas y aparece en zonas dunares y riberas fluviales.[cita requerida]

### Manejo y gestión
La erradicación de esta especie se ha de realizar mediante la eliminación manual continuada de los ejemplares. Esta acción debe realizarse en los meses de mayo, junio y julio. La acción debe repetirse durante varios años, hasta agotar el banco de semillas acumuladas en el suelo.